# LSB stadions
LSB stadions – nieistniejący już stadion sportowy w Rydze, stolicy Łotwy. Obiekt istniał w latach 1898–1956 i mógł pomieścić do 8000 widzów. Stadion należał do klubu LSB Ryga. Swoje spotkania rozgrywała na nim również m.in. piłkarska reprezentacja Łotwy.
Stadion został otwarty 5 lipca 1898 roku, a jego właścicielem był 2. Ryski Związek Kolarski (Otrā Rīgas Riteņbraucēju biedrība, w skrócie 2. RRB) – w 1921 roku związek ten przekształcił się w organizację o nazwie Łotewski Związek Sportowy (Latvijas Sporta biedrībā, w skrócie LSB). Obiekt służył do uprawiania wielu dyscyplin sportowych, oprócz piłki nożnej również lekkoatletyki czy kolarstwa. Zimą na stadionie organizowano lodowisko. Podczas I wojny światowej stadion uległ zniszczeniom. Po odbudowie został ponownie oddany do użytku 19 września 1920 roku. 24 września 1922 roku na stadionie swoje pierwsze w historii spotkanie rozegrała piłkarska reprezentacja Łotwy, remisując z Estonią 1:1. Ogółem w latach 1922–1932 reprezentacja Łotwy rozegrała na obiekcie 13 spotkań; ponadto 15 sierpnia 1929 roku na stadionie odbył się mecz pomiędzy reprezentacjami Estonii i Litwy (5:2). Również hokejowa reprezentacja Łotwy rozegrała na tym obiekcie swoje pierwsze spotkanie w historii, wygrywając 27 lutego 1932 roku z Litwą 3:0. Stadion istniał do 1956 roku, kiedy to w jego miejscu rozpoczęto budowę budynku 49. szkoły średniej.